# Palazzo di Croce De Marini

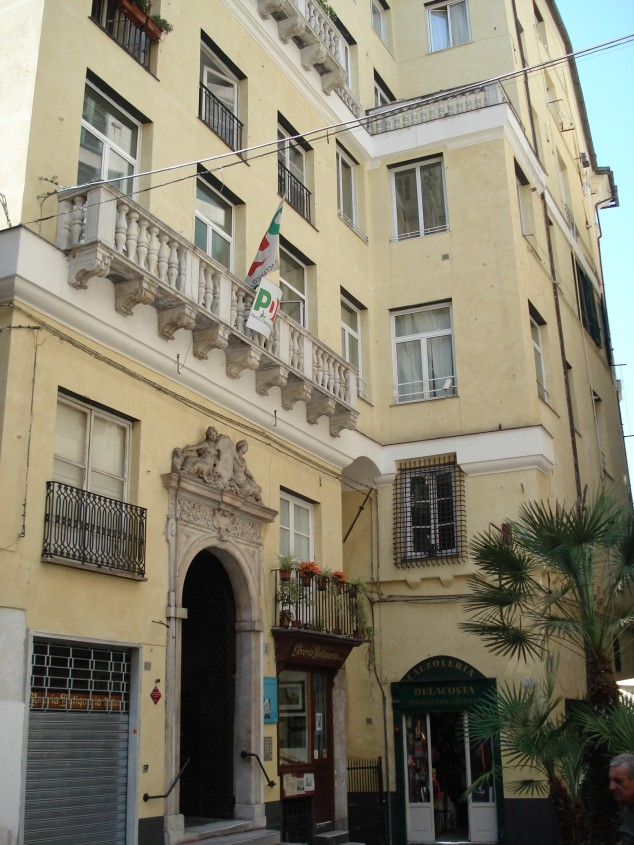
Straßenseite

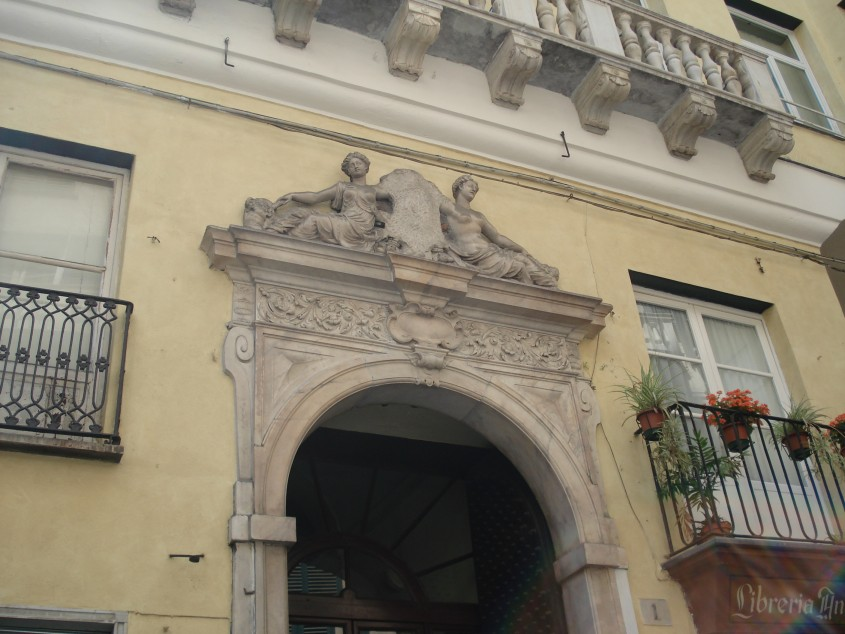
Eingangsportal mit der Allegorie des Friedens

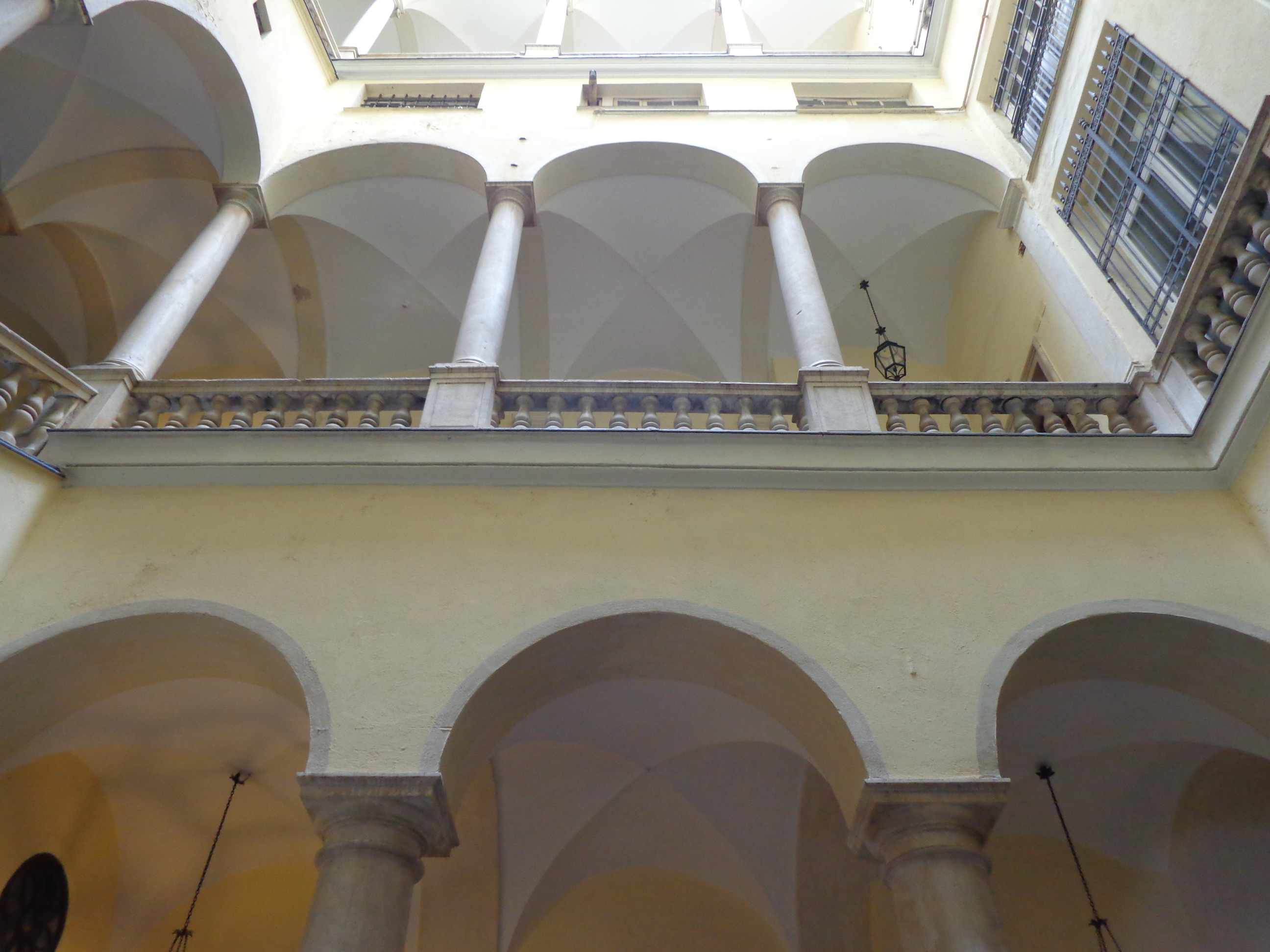
Innenhof

Der Palazzo di Croce De Marini ist ein Stadtpalast in Genua, der Teil des Welterbes der UNESCO „Genoa: Le Strade Nuove and the system of the Palazzi dei Rolli“ (deutsch: Genua: Le Strade Nuove und die Palazzi dei Rolli) ist. Das Gebäude liegt an der Piazza De Marini 1.

## Geschichte
Der Palast wurde im 16. Jahrhundert von der Familie De Marini errichtet. Er ersetzte die mittelalterliche Residenz der Familie an gleicher Stelle. Zur Baugeschichte und dem Architekten ist sonst nichts bekannt. Vermutet wird, dass der Bau des Palazzo di Croce De Marini auch zeitlich im Zusammenhang mit der Anlage der Piazza nuova die De Marini steht, der 1531 entstand.
Als einer der Palazzi dei Rolli war er in den Rolli von 1599 und 1664 eingetragen. Nach deren Klassifizierung, den „bussoli“, zählte er 1599 zur Klasse drei, 1664 zur Klasse zwei (zu den Einzelheiten dieser Eintragungen vergleiche hier).
1664 gehörte der Palazzo di Croce De Marini Giovanni Giacomo Lomellino, im 18. Jahrhundert ging er an die Familie Negrone über. Nach dem Verkauf des Palastes an Andrea Croce 1830 wurde die Loggia im Innenhof geschlossen und erst nach dem Zweiten Weltkrieg wieder geöffnet.
Das Gebäude wird heute für Büros und Wohnungen genutzt.

## Gebäude
Das heutige Erscheinungsbild ist das Ergebnis einer radikalen Umstrukturierung, die im 18. Jahrhundert vorgenommen wurde, als die Familie Negrone den Palast besaß. Ein großer Teil des scheinbar mittelalterlichen Sockels wurde in dieser Zeit umgestaltet. Das Marmorportal stammt aber wohl noch aus der Zeit des Neubaus im 16. Jahrhundert. Die beiden bekrönenden Figuren, eine Allegorie auf den Frieden, wurden von Gian Ciacomo della Porta geschaffen.
Drei Reihen übereinanderliegender Loggien umgeben den Innenhof auf drei Seiten. Hier windet sich eine monumentale Treppe hinauf. Im Inneren befinden sich Fresken von Jacopo Antonio Boni und Giovanni Agostino Ratti.